# Забрне (Тарнобжезький повіт)
Забрне (пол. Zabrnie) — село в Польщі, у гміні Ґрембув Тарнобжезького повіту Підкарпатського воєводства.
У 1975-1998 роках село належало до Тарнобжезького воєводства.